# Consejo de la Nación Charrúa
El Consejo de la Nación Charrúa (acrónimo CONACHA) es una organización no gubernamental uruguaya creada en 2005 con la finalidad de rescatar, preservar y promover la identidad y cultura de los descendientes de los charrúas. Comprende varias agrupaciones: Basquadé Inchalá, Grupo Sepé, Guyunusa, Grupo Berá, Grupo Pirí. Otra organización, la Asociación de Descendientes de la Nación Charrúa, participó en su fundación; pero se desvinculó en 2015, citando irreconciliables diferencias.